# Estación de Sevilla-Santa Justa
Sevilla-Santa Justa es la principal estación ferroviaria de la ciudad española de Sevilla. Fue inaugurada el 2 de mayo de 1991 tras unas obras que se iniciaron en 1987. Su apertura supuso el cierre de las históricas estaciones de Plaza de Armas y de San Bernardo, que hasta entonces habían concentrado la mayor parte del tráfico ferroviario en la capital hispalense. Constituye la tercera estación de España, tras la de Madrid-Atocha y Barcelona Sants, con un volumen de viajeros superando los 10 millones anuales en el año 2023, de los cuales alrededor de 7 millones se corresponden con el tráfico de cercanías.
Está situada en uno de los principales accesos a Sevilla, la avenida de Kansas City —la cual está hermanada con la localidad hispalense—, continuación natural hacia el centro de la N-IV y muy cerca del casco histórico. Sus trayectos de Larga y Media Distancia, usando tanto la red convencional como la red de alta velocidad, conectan Sevilla con destinos nacionales (especialmente Madrid y Barcelona) y el resto de Andalucía. Desde junio de 2012 tiene destinos directos a Valencia-Joaquín Sorolla. Concentra el mayor tráfico de cercanías de la ciudad al confluir en ella todas las líneas de la red.

## Situación ferroviaria
La estación, que se encuentra a 9 metros de altitud, forma parte de los trazados de las siguientes líneas férreas:
- Línea férrea de ancho internacional Madrid-Sevilla, punto kilométrico 470,2.[3]
- Línea férrea ancho ibérico Alcázar de San Juan-Cádiz, punto kilométrico 571,1.[3]

## Historia
En la década de 1970 en la zona de Santa Justa se estableció una central logística y de mercancías, quedando situada al este de Sevilla. En aquel momento el crecimiento de la ciudad se veía gravemente comprometido por la red de vías que existía alrededor del casco urbano. El Plan de Enlaces Ferroviarios de Sevilla, de 1971, preveía la reorganización de la red férrea y la supresión de varias estaciones —Plaza de Armas, San Bernardo y San Jerónimo—. Esto no se materializaría hasta comienzos de la década de 1990, con las obras que se realizaron de cara a la Exposición Universal de 1992.
Paralelamente, la idea de facilitar el acceso a Andalucía con un tren de alta velocidad se comenzó a fraguar por el gobierno español en 1986 cuando decidieron construir el Nuevo Acceso Ferroviario a Andalucía (NAFA) en ancho internacional para circular a alta velocidad como ya existía en otros países. Surge así la necesidad de una nueva estación para dotar a la ciudad de un acceso rápido desde el eje central con motivo de las inminentes visitas y movimientos en masa que se esperaba que ocasionaría el futuro evento que estaba por celebrarse, la Expo'92. 
Se decidió la construcción de una única estación de pasajeros en la zona de Santa Justa. Esta fue proyectada por el estudio de arquitectura sevillano Cruz y Ortiz, siendo construida entre los años 1987 y 1991. La nueva estación sería inaugurada el 2 de mayo de 1991. Esta fecha coincide con la inauguración y entrada en funcionamiento del Nuevo Acceso Ferroviario a Andalucía. Santa-Justa absorbió los servicios ferroviarios que anteriormente ofrecían las antiguas estaciones de Plaza de Armas y de San Bernardo. Los servicios logísticos y de mercancías fueron sacados a las afueras de la ciudad, siendo traslados a las nuevas estaciones de Majarabique y La Negrilla, respectivamente.
Hasta 1992, el ferrocarril atravesaba la ciudad por lugares como el margen del Río Guadalquivir y en superficie cruzando el eje formado por las calles Luis Montoto y Eduardo Dato, con la estación de Cádiz como paso fundamental. Con la construcción de la nueva infraestructura, las vías desaparecieron del tramo mencionado hasta la meridional estación de San Bernardo, el puente de Luis Montoto fue desmantelado y se facilitó el acceso a la circulación de vehículos con tres nuevas avenidas. La orilla del río se desahogó y se construyeron la larguísima Avenida de Torneo y una gran zona ajardinada.
Desde enero de 2005 el organismo Adif es el titular de las instalaciones ferroviarias, mientras la explotación corre a cargo de Renfe Operadora.

## La estación
Santa Justa es una estación de grandes dimensiones dado que abarca una superficie total de 80 000 metros cuadrados (incluyendo todos sus anexos), que se sitúa a caballo sobre el nuevo haz de vías derivado de la llegada del trazado de alta velocidad a la ciudad. El acceso principal al recinto se realiza a través de una fachada elíptica de planta baja que va unida a una estructura transversal donde se ubica, a modo de plaza, el amplio vestíbulo de la estación. En él se concentran la gran parte de los servicios ofrecidos por el recinto. A continuación se encuentran 12 vías (seis de ancho ibérico y seis de ancho internacional) y siete andenes de 525 metros de longitud los cuales han sido cubiertos por seis largas naves semitransparente que en total abarcan más de 3 0.000 metros cuadrados.
Todo el conjunto combina ladrillo, acero y vidrio.
La estación debido a que sólo cuenta para las vías de ancho ibérico de un único acceso norte y otro sur con cantones mínimos de 3-4 minutos entre tren y tren, no es raro ver que haya horas en las que estén todas sus 6 vías ocupadas y que a otras horas estén todas libres. La estación técnicamente cuenta con un volumen mucho más reducido por vía (unos 270 trenes por 6 vías ancho ibérico) con otras como Atocha-Cercanías (más de 1000 trenes en 9 vías) y la estación Central de Colonia (con más de 1230 trenes en 11 vías). De hecho, las vías de ancho internacional suelen tener trenes en la mayoría de ellas al usarse como depósito aunque el tráfico es aproximadamente 60 trenes al día aunque el acceso de alta velocidad permiten 24 circulaciones por hora (12 por sentido).
En cuanto a los servicios ofrecidos, la estación cuenta con punto de información, venta de billetes, taquillas, consigna, aseos, servicios adaptados a las personas con discapacidad, cafetería, restaurante, información hostelera y turística, alquiler de coche, cajero y quiosco de prensa. En 2005 todos los locales comerciales se agruparon baja la marca "Las tiendas de la Estación" 
En el exterior existe tres zonas de aparcamiento, dos en los laterales y una frontal, varias paradas de taxis y otras de autobuses urbanos.

## Servicios ferroviarios

### Larga Distancia
Por Santa Justa circula un alto número de trenes AVE, Avant y Alvia cuyos destinos principales son Madrid, Barcelona, Cádiz, Granada, Huelva y Málaga. La conexión Barcelona-Sevilla se realiza también gracias a un tren Talgo que recorre el corredor del Mediterráneo sustituyendo al tren Arco que realizaba ese trayecto hasta finales de 2011, y al Alaris que lo realizó hasta la primavera de 2013. También circula algunos Alvia sin parada comercial entre Madrid y Jerez aunque en ocasiones se para el cambio de personal de conducción. Cabe destacar que dicho servicio puede (no hace) evitar el paso por Santa Justa al contar con la circunvalación ferroviaria este de Sevilla.

### Media Distancia
En la estación confluyen un gran número de líneas de Media Distancia que permiten unir Sevilla con las principales ciudades de Andalucía, con Extremadura vía Zafra y Mérida hacia Plasencia, además de con Madrid-Atocha Cercanías. Generalmente Renfe emplea trenes MD para realizar dichos trayectos sobre líneas convencionales y trenes Avant cuando las líneas son de alta velocidad.

### Cercanías
Las líneas  C-1, C-2, C-3, C-4 y C-5 de la red de Cercanías Sevilla tienen parada en la estación.

## Conexiones

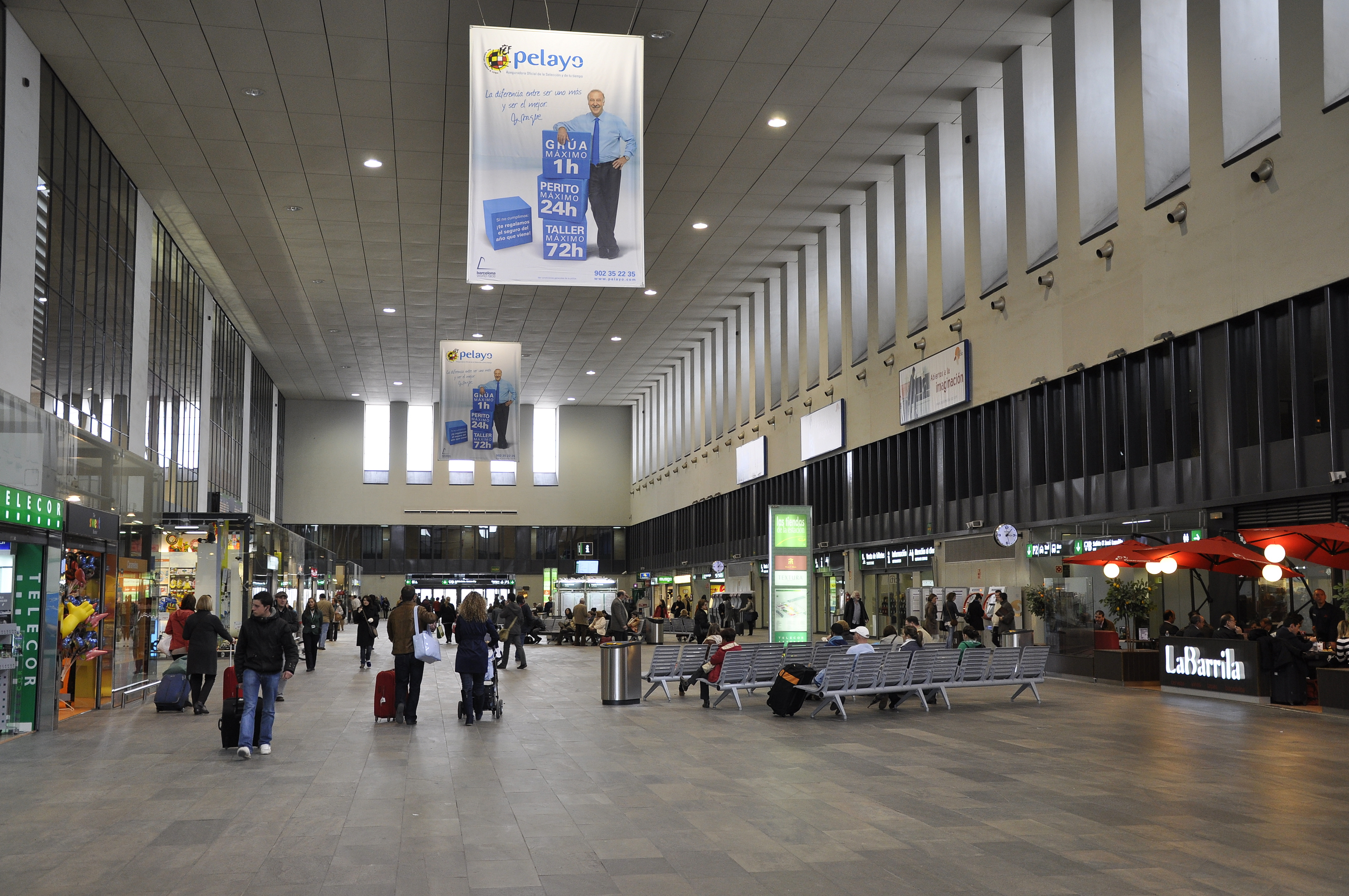
Vestíbulo de la estación en 2011.

Las siguientes líneas de autobuses urbanos operadas por Tussam permiten acceder a la estación: líneas C1, C2, 21, 28, 32 y Especial Aeropuerto (une Plaza de Armas con el aeropuerto de Sevilla pasando por Santa Justa). También hace lo propio la interurbana M-124 (antigua M-220) operada por Casal. 
Aunque existen proyectos para que la línea 2 del Metro de Sevilla dé servicio a la estación, en la actualidad, la estación de metro más cercana (a un kilómetro caminando) es Nervión perteneciente a la línea 1.